# Жабуатан-дус-Гуарарапіс
Жабуатан-дус-Гуарарапіс (порт. Jaboatão dos Guararapes) — місто і муніципалітет в бразильському штаті Пернамбуку, частина агломерації Ресіфі. Населення міста становить 644 тис. мешканців (2022), що робить його другим за населенням містом у штаті та 32-им у країні. Місто є важливим промисловим центром штату.